# Опішнянський ґебіт
Опішня́нський ґебі́т, окру́га Опі́шня (нім. Kreisgebiet Oposchnia) — адміністративна одиниця Генеральної округи Київ Райхскомісаріату Україна під час німецької окупації Української РСР протягом Німецько-радянської війни. Адміністративним центром округи було містечко Опішня.
Ґебіт утворено 1 вересня 1942 року на території нинішньої Полтавської області. Формально існував до 1944 року. Охоплював територію трьох тодішніх районів Полтавської області: Диканського, Котелевського і Опішнянського — та, відповідно, поділявся на три райони (нім. Rayons): Диканька (Rayon Dikanka), Котельва (Rayon Kotelwa) і Опішня (Rayon Oposchnia),  межі яких збігалися з тогочасним радянським адміністративним поділом. При цьому зберігалася структура адміністративних і господарських органів УРСР. Всі керівні посади в ґебіті обіймали німці, головним чином з числа тих, що не підлягали мобілізації до вермахту. Лише старостами районів і сіл призначалися лояльні до окупантів місцеві жителі або фольксдойчі.